# Oreothraupis arremonops
Oreothraupis arremonops là một loài chim trong họ Emberizidae.

## Tham khảo

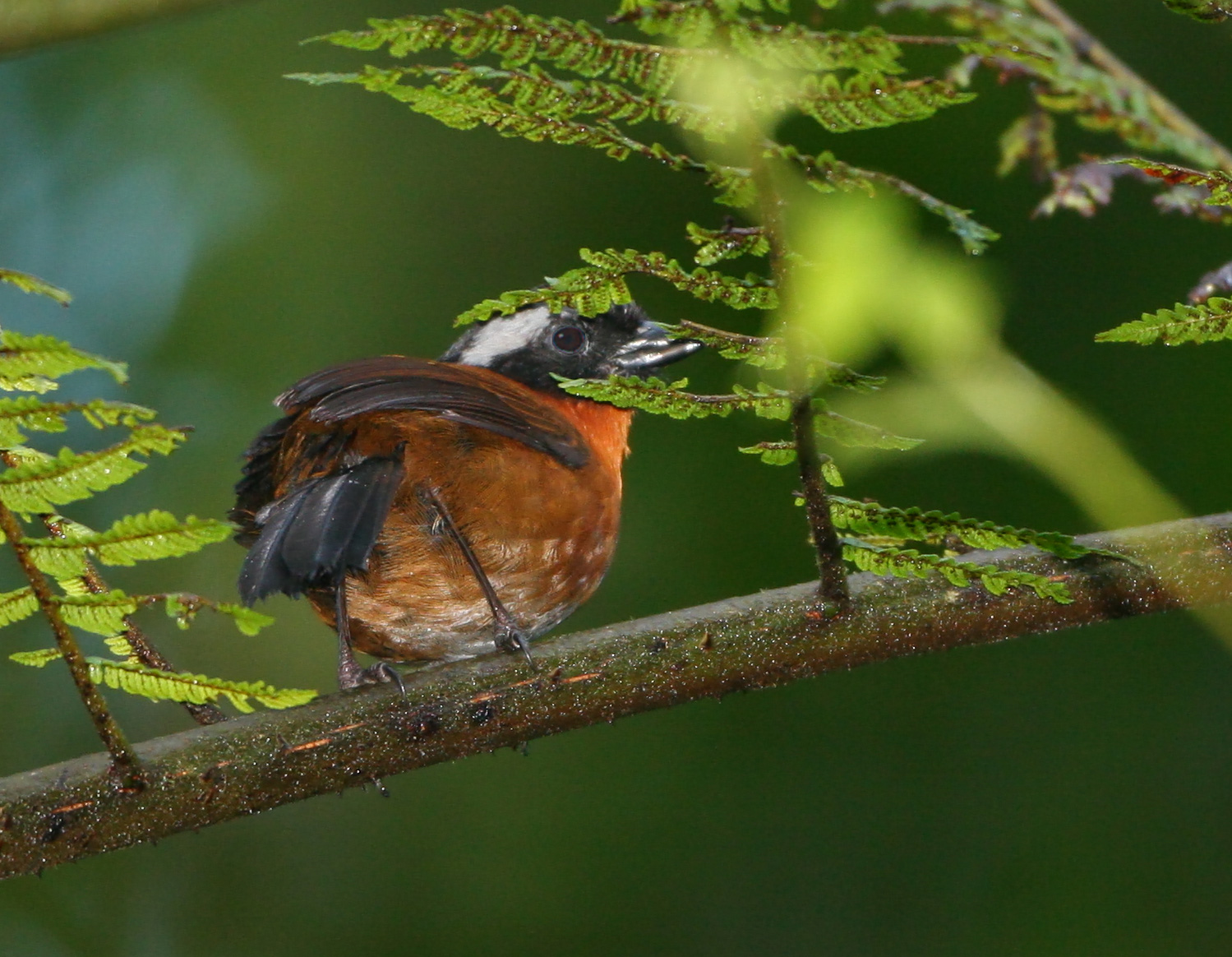
At the head of Tanadayapa Valley, Ecuador